# Terengganu
| \| \| \| \| Flagge \| Wappen \|  |                               |
| Islam Hadhari Terengganu Bestari |                               |
| Karte                            |                               |
| Hauptstadt                       | Kuala Terengganu              |
| Herrscher                        | Sultan Mizan Zainal Abidin    |
| Ministerpräsident                | Ahmad Samsuri Mokhtar, PN-PAS |
| Fläche                           | 12.955 km2                    |
| Bevölkerung                      | 1.149.440 Einwohner (2020)    |
| Bevölkerungsdichte               | 89 Ew/km2                     |
| Sprachen                         | Malaiisch                     |
| Kfz-Kennzeichen                  | T                             |
|                                  |                               |
| Flagge                           | Wappen                        |

Terengganu (yawi ترڠڬانو, früher geschrieben Trengganu; thailändisch ตรังกานู, RTGS Trangkanu) ist ein Bundesstaat in Malaysia.

## Lage
Terengganu befindet sich in der Nähe der thailändischen Grenze, im Nordosten der malaiischen Halbinsel und hat eine Fläche von 12.955 km². Die zu dem Staat gehörenden Perhentian-Inseln und Redang liegen im Golf von Thailand, mit dem Terengganu eine 225 Kilometer lange Küstenlinie hat. Auf dem Festland grenzt der Bundesstaat im Südwesten an Pahang und im Nordwesten an Kelantan.

## Geschichte
Das Srivijayareich, Majapahit und das benachbarte Siam waren bedeutende Imperien, in die Terengganu als Vasallenstaat eingebunden war. 1909 wurde das Sultanat britisches Protektorat und in der weiteren Folge Teil der Unfederated Malay States. Im Zweiten Weltkrieg wurde es von den Japanern besetzt, die es im Oktober 1943 wieder an Thailand zurückgaben. Diese Maßnahme wurde nach der Wiedereroberung Malaysias durch die Briten wiederum rückgängig gemacht.

## Wirtschaft
Die Ölindustrie mit riesigen petrochemischen Anlagen in der Nähe von Paka und Kijal ist der wichtigste Wirtschaftszweig. Es entstanden viele Joint-Ventures zwischen der staatlichen malaysischen Ölgesellschaft Petronas und Multinationalen Konzernen. Früchte wie Bananen, Wassermelonen, Durian und Rambutan sind wichtige landwirtschaftliche Produkte.

## Bevölkerung
In Terengganu leben 1.149.440 Menschen (Stand: 2020). Nicht viele indische und chinesische Immigranten kamen nach Terangganu, sodass die malaiische Kultur mehr als in anderen malaysischen Staaten dominiert. Über 90 % der Bevölkerung sind Malaien, etwa 4 % Chinesen und etwa 0,5 % Inder. Daneben gibt es noch andere Minderheiten.

## Politik
In Terengganu regierte von 1999 bis 2004 die islamistische PAS. In den Wahlen im Jahr 2004 erreichte die UMNO wieder die Mehrheit.
Die PAS konnte sich auf eine breite muslimische Mehrheit stützen, da die überwältigende Mehrheit der Bevölkerung Malaien sind. Dennoch vermieden die Islamisten es, die ethnischen Minderheiten zu sehr einzuschränken, vor allem die Chinesen, die die mit Abstand größte und wohlhabendste Minderheit Malaysias sind. Bei Wahlen auf Landesebene benötigt die PAS für einen Sieg vermutlich auch die Stimmen der Minderheiten, weil nur etwa 60 % Prozent der Bevölkerung Muslime sind und es unwahrscheinlich ist, dass sich die überwältigende Mehrheit der Malaien von der UMNO abwendet. Deshalb umwarb die PAS die Chinesen in Terengganu. In Terengganu gab es weiterhin (zu hohen Preisen) Bier und Schweinefleisch zu kaufen, obwohl ihr Konsum „haram“, unrein, zum Islam nicht konform ist.
Seit 2003 ist es nicht mehr erlaubt, die Dienste eines Fremdenführers in Anspruch zu nehmen, der dem anderen Geschlecht angehört. Wenn man einen Familienausflug macht, muss man die Familie aufteilen und Besichtigungen getrennt nach Frauen und Männern unternehmen.

## Verwaltungsgliederung
Die sieben Distrikte von Terengganu sind:
- Besut
- Dungun
- Kemaman
- Marang
- Hulu Terengganu
- Kuala Terengganu
- Setiu

Ortschaften:
- Keropok Lekor
- Marang
- Rantau Abang